# Vaixells medievals

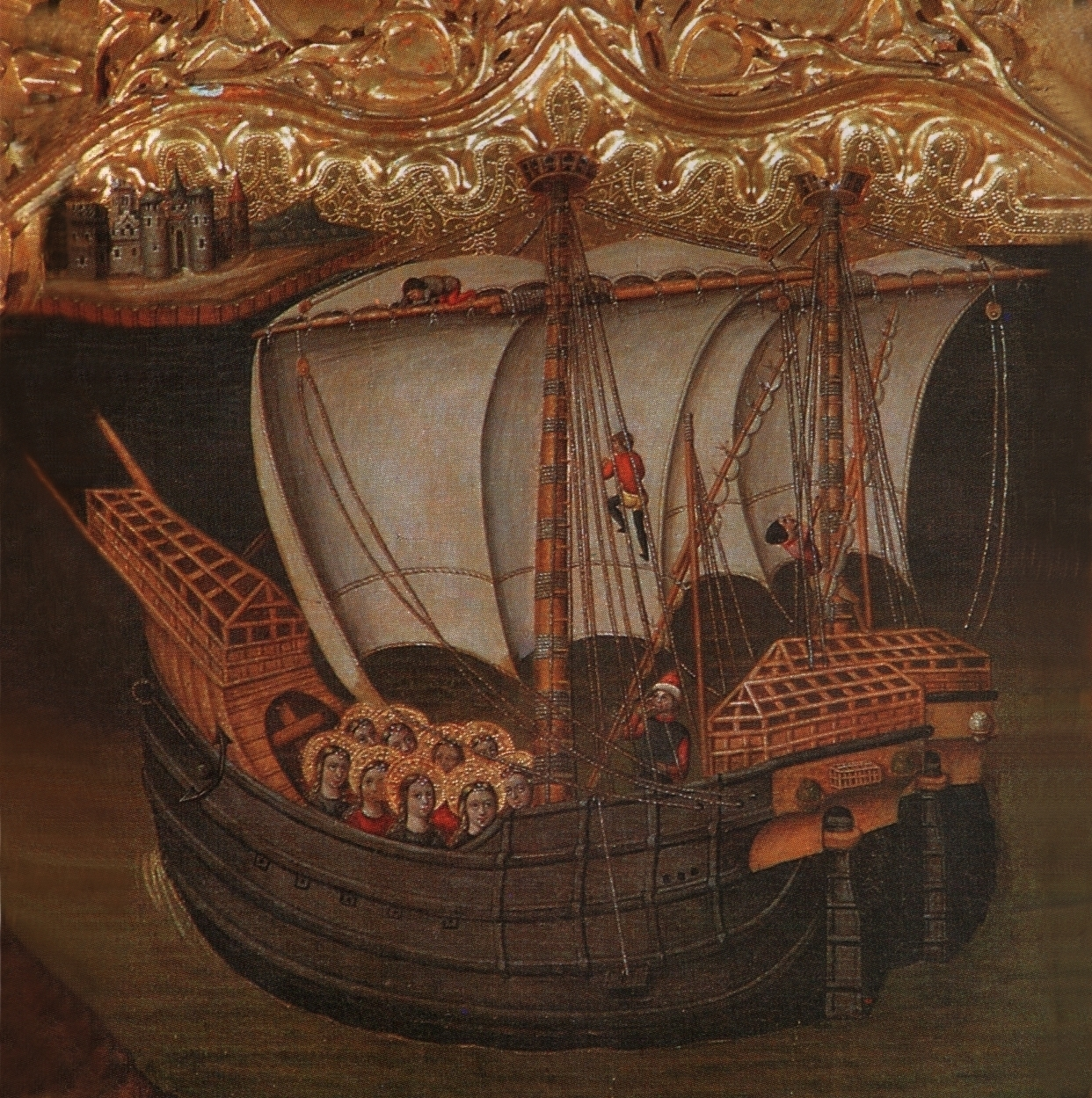
Vaixells catalans del segle XIV amb timó de codast (aleshores anomenats "timons de roda").

Sistema de timó de codast que va contribuir significativament a l'èxit dels vaixells europeus en l'era de l'exploració.

Disposició de les llates "tinglades" (esquerra) i "juxtaposades" (dreta).

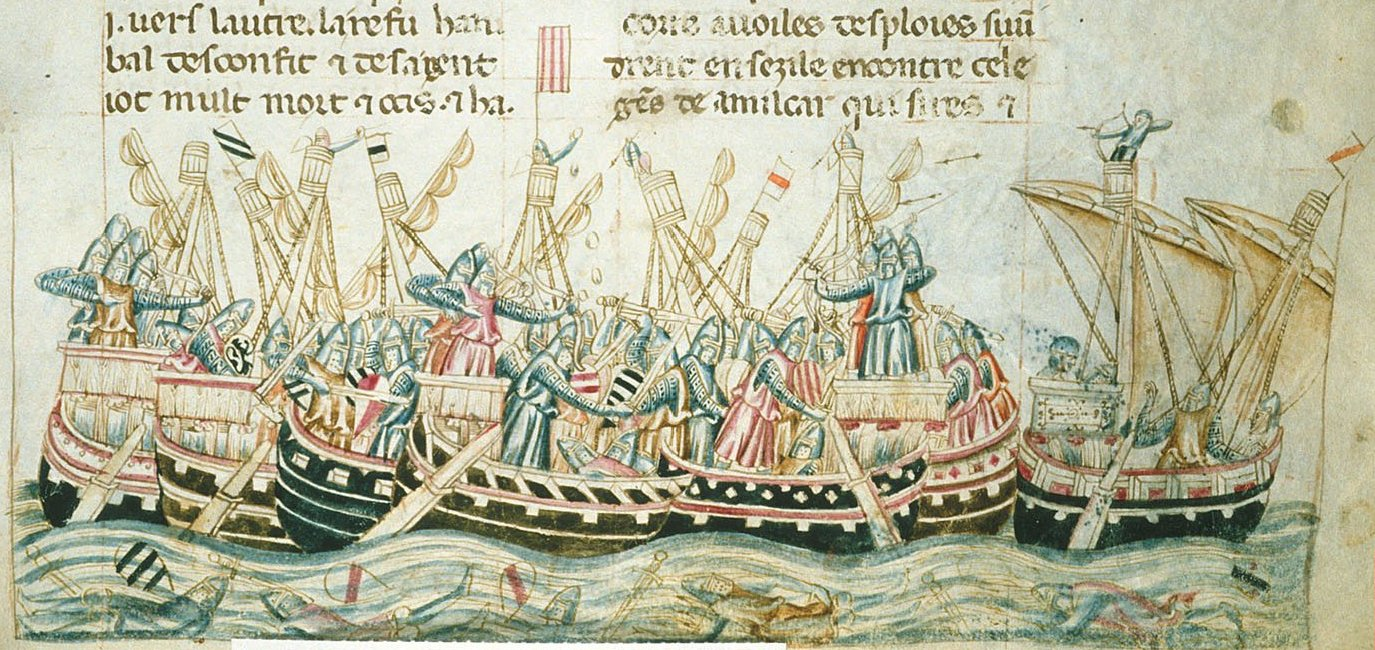
Batalla naval segons un document de Nàpols en francès dels inicis del. Un dels estols sembla portar les armes catalanes. De fet el text fa referència a la guerra entre Amílcar Barca i els romans.

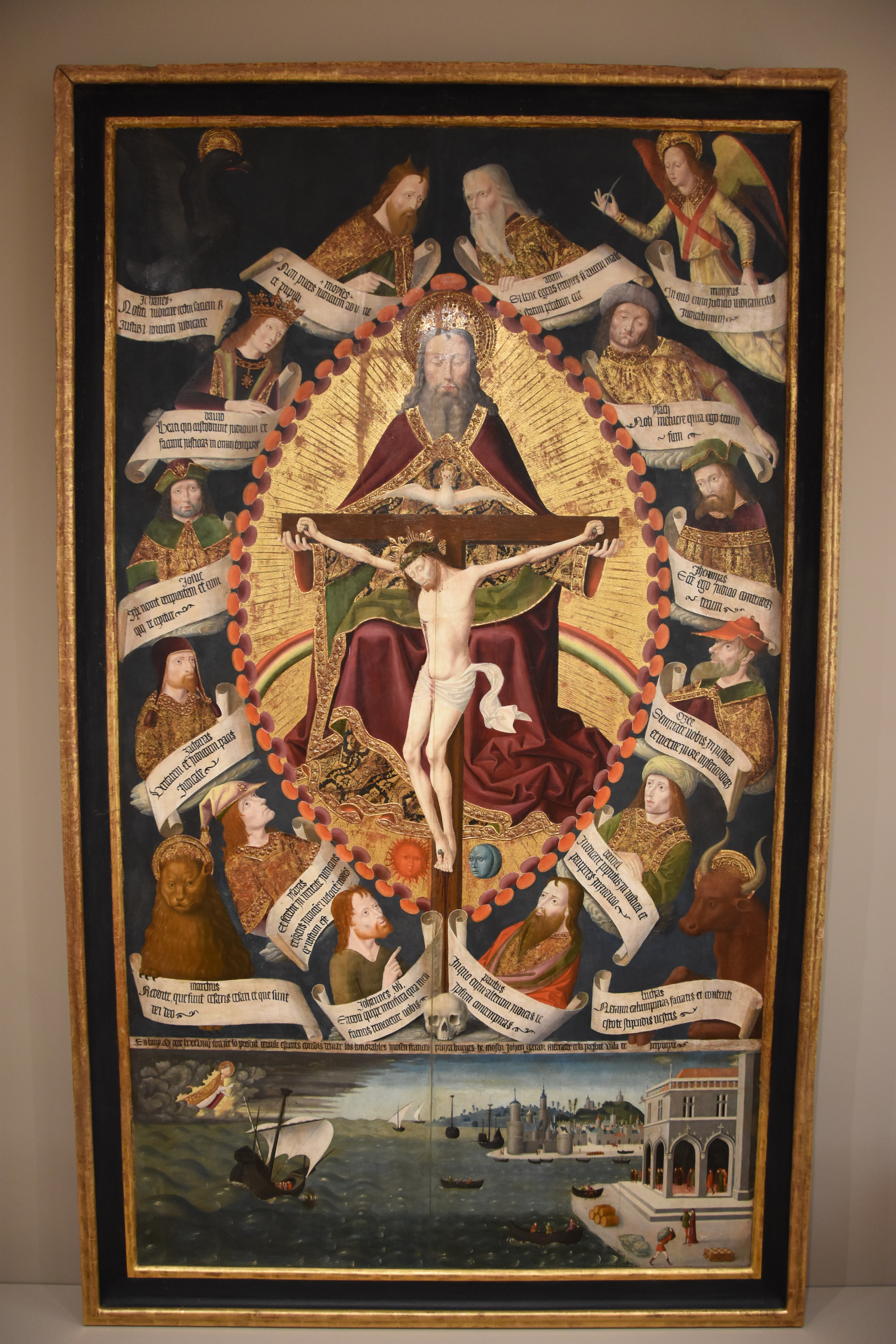
Retaule de la Trinitat. Museu d'Art Jacint Rigau, Perpinyà (1489). La part inferior mostra dues barques amb vela llatina i una nau amb tres arbres i bauprès.

Els vaixells medievals de l'Europa medieval van ser impulsats per veles o rem, o tots dos sistemes. N'hi havia una gran varietat, en la seva majoria basats en dissenys conservadors molt més antics. Encara que les comunicacions es van fer més àmplies i freqüents dintre d'Europa, no va significar la presència d'una varietat de millores, els fracassos experimentals eren costosos i rara vegada s'intentaven. Els vaixells del nord van ser influïts pels vaixells vikings, mentre que els del sud pels vaixells clàssics o romans. Les diferents tradicions van utilitzar diferents mètodes de construcció; buc tinglat o clínquer al nord, carvel al sud. Al final del període, la construcció carvel arribaria a dominar la construcció de grans vaixells. En aquest període també es veuria un canvi des del timó d'espadella o timó lateral al timó de codast a popa i el desenvolupament dels vaixells senzills als vaixells de diversos pals.

## Velers

### Edat mitjana

#### Knarr

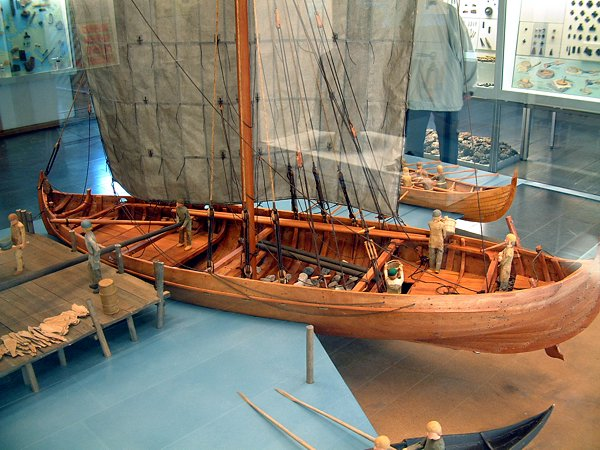
Model d'un Knarr

El knarr, és semblant al longship, era un tipus de vaixell de càrrega utilitzat pels vikings. Es diferenciava del drakkar en què era més gran i es va basar gairebé exclusivament en el seu aparell de vela quadra per a la propulsió.

### Alta edat mitjana

#### Coca

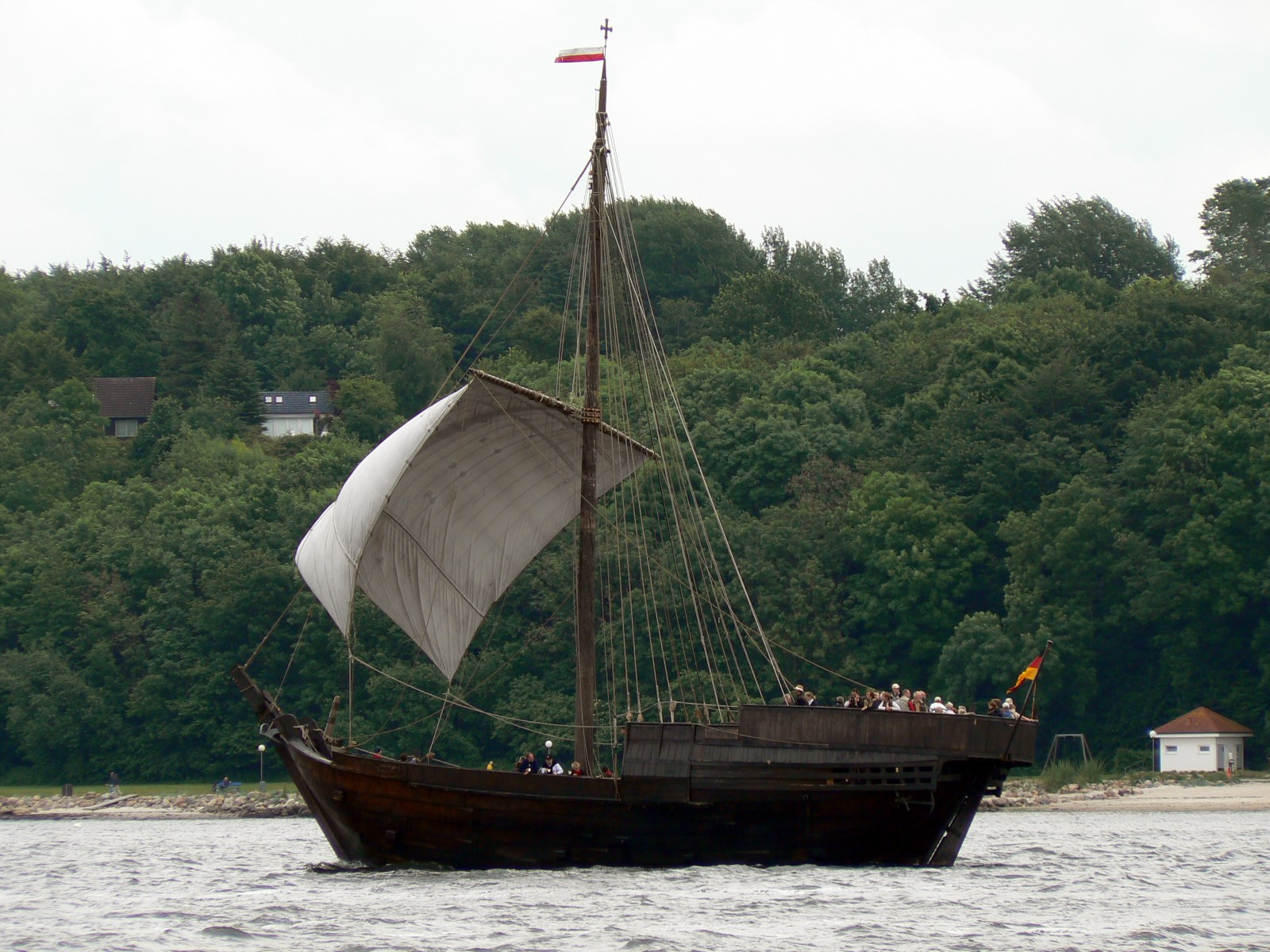
Coca

La coca (del flamenc kok) era una embarcació de vela de buc tinglat, o encavalcament, que va aparèixer per primera vegada en el segle ix, i que va ser àmpliament utilitzada en el segle xii, sobretot per al comerç marítim de la Lliga Hanseàtica a la mar Bàltica. Amb un únic pal amb una vela quadra, la nau mesurava de 15–25 metres de llarg i tenia una mànega de 5 a 8 metres. Les naus més grans podien transportar una càrrega de fins a 200 tones.
El seu fons pla els permetia assentar-se millor en el port, el que facilitava la seva càrrega i descàrrega. Les seves altes parts laterals van fer més difícil l'atac enfront dels pirates.
La coca es feia servir per al transport de mercaderies i tropes, principalment per anglesos i normands, i apareixen a la Mediterrània al segle xiii.
- És interessant el cas de la Coca Sant Climent.

#### Urca

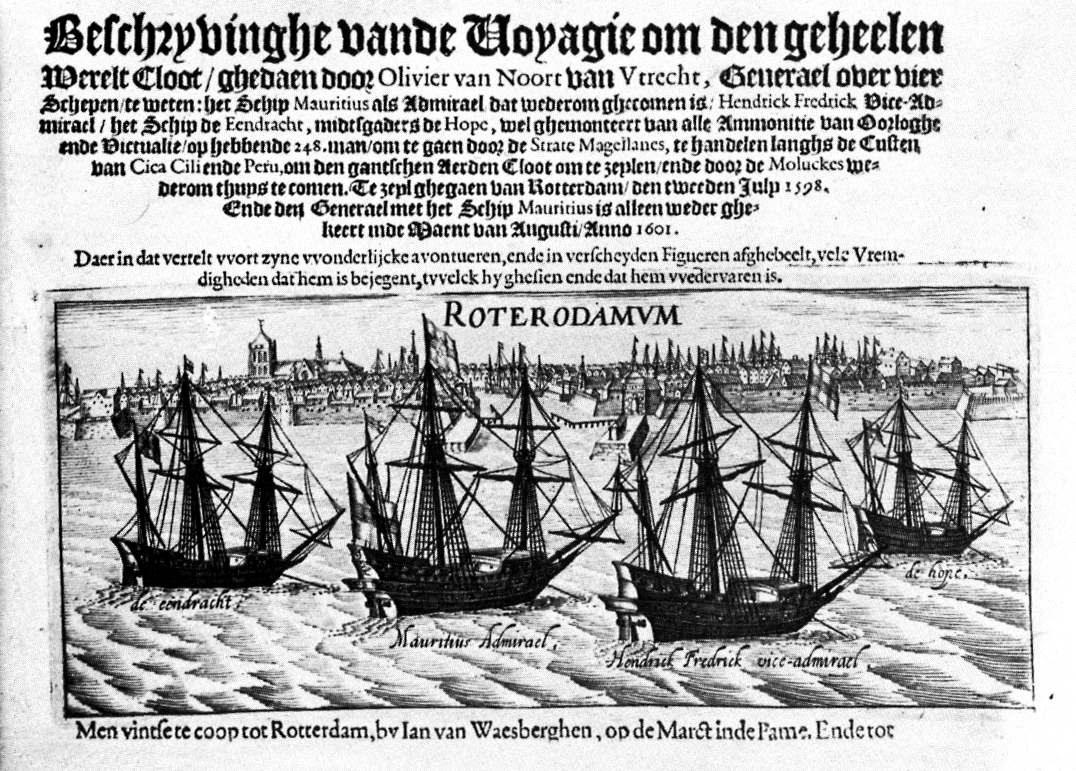
Gravat on aparèixer l'Urca Eendracht, que formava part de la flota del pirata holandès Olivier van Noort.

L'embarcació urca es documenta per primera vegada en el segle x, de gran amplada en el seu centre, d'uns 40 m de llarg, que podia ser de càrrega per al transport de mercaderies o de guerra i que va ser utilitzada durant tota l'edat mitjana i en el segle xvi, quan s'associa particularment amb el Bàltic i la Lliga Hanseàtica, fins al segle xviii.
Aquests bucs finals podrien ser tan grans com grans vaixells contemporanis. el Jesús de Lübeck de 1544 era un vaixell de 700 tones, el mateix que el Mary Rose.
Existeix una certa evidència d'una hibridació amb la forma de la coca, que mostra la urca després de la construcció. Altres autors han suggerit que els cascs finals van ser parcialment integrat a caravel·les.

### Baixa Edat Mitjana

#### Caravel·la

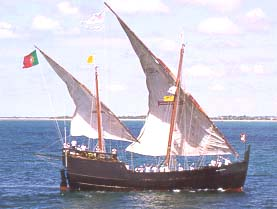
Caravel·la llatina.

La caravel·la fou una nau desenvolupada pels portuguesos, va ser perfeccionada a l'Escola de Navegació de Sagres, fundada per Enric el Navegant a començament del segle xv; el model portuguès es va imposar a la resta de la península Ibèrica, sobretot a Andalusia, on es va crear la caravel·la d'aparell rodó, i es va utilitzar d'ençà el segle xv per als viatges d'exploració oceànica. A diferència del drakar i la coca, es va utilitzar el mètode de construcció carvel. Podria ser qualsevol aparell de vela quadra i vela llatina (Caravel·la rodona) o solament vela llatina (Caravel·la llatina). Els exemples més famosos de caravel·les van ser La Niña i La Pinta.

#### Carraca

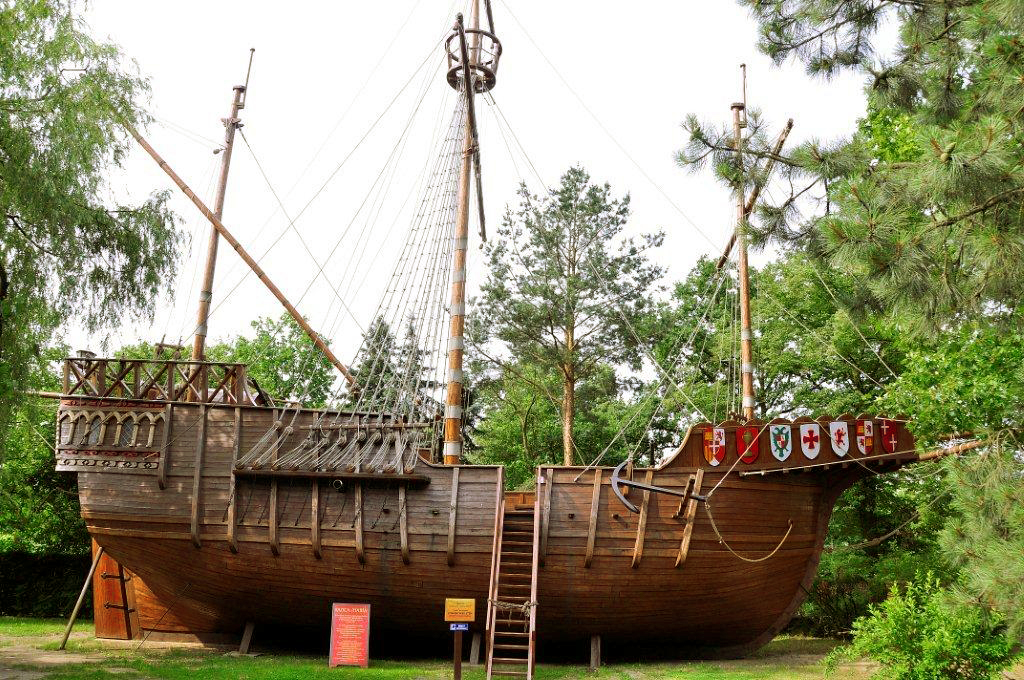
Una rèplica de la Santa Maria, de Cristòfor Colom.

La carraca era un tipus de vaixell inventat al sud d'Europa durant el segle xv i en particular desenvolupat a Portugal en el mateix segle. Era un vaixell més gran que la caravel·la. El vaixell de Colom, la Santa Maria era una nau. Però alguns estudiosos la defineixen com una carraca. Les naus comandades per Vasco de Gama com el Sao Gabriel en el seu primer viatge a l'Índia el 1497-1499, amb sis veles, un castell de popa un castell de proa i un bauprès, ja tenien les característiques completes i el disseny de la carraca típica. La carraca va ser un dels dissenys de naus de més gran influència en la història; mentre que els bucs es van fer més especialitzats en els segles següents, el disseny bàsic es va mantenir sense canvis durant tot aquest període.

## Vaixells de rems

### Edat mitjana

#### Galera

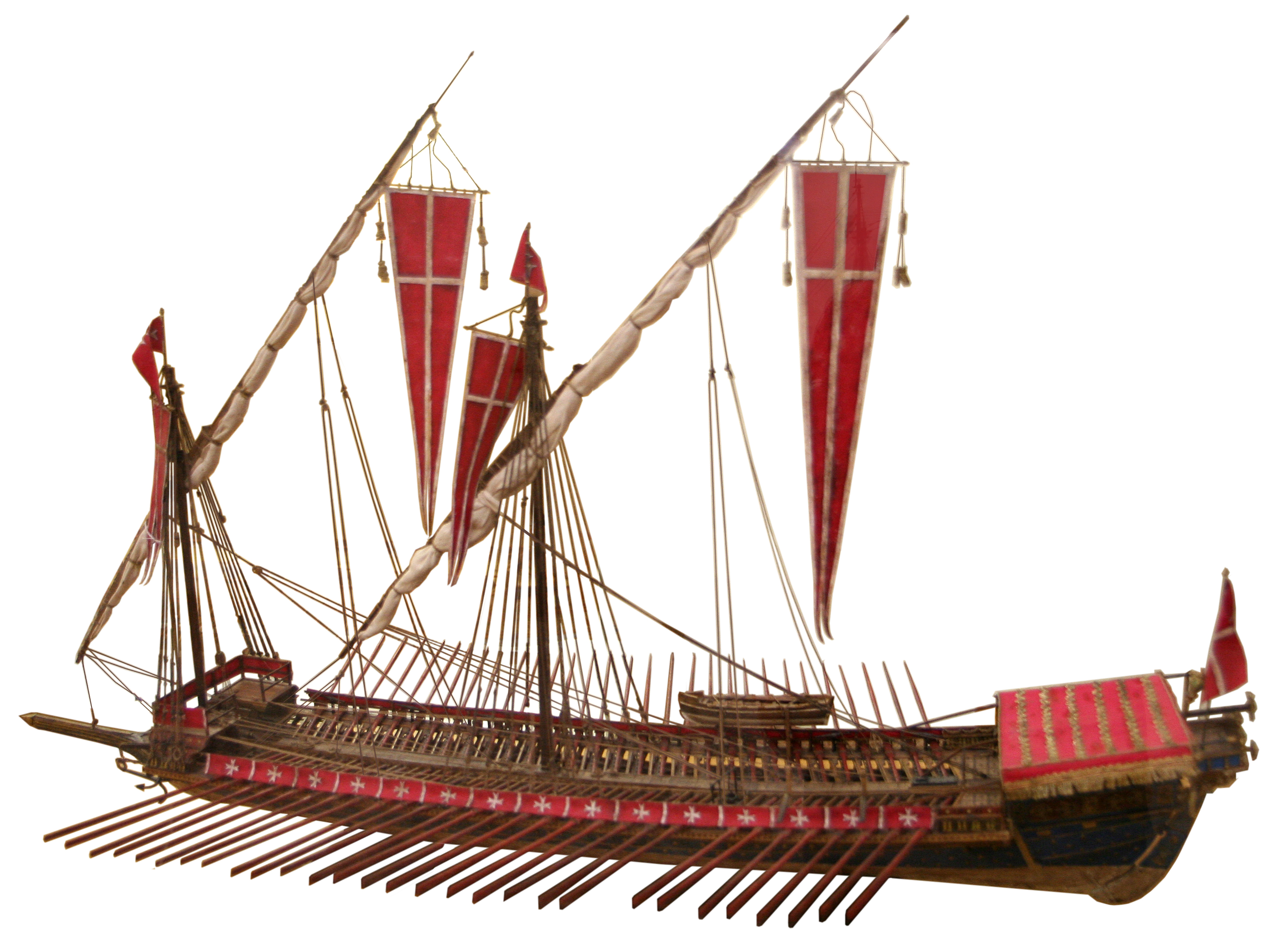
Galera de l'Orde de Malta, al museu Naval de Venècia.

Les galeres van estar en ús per al comerç i la guerra, almenys d'ençà el segle viii aC. i es van mantenir durant tota l'Edat Mitjana. El rem va ser el mètode principal de propulsió, que s'adapta bé per als vents, sovint inconstantes, del Mediterrani, on van ser utilitzades principalment. Les galeres també es van usar en les aigües del nord d'Europa, però en menor quantitat, ja que el seu baix calat i la falta d'estabilitat en els mars agitats les feien molt vulnerables.
Durant el segle xiv les galeres de la Corona d'Aragó es classificaven en tres categories, en funció de la seva mida, sent de major a menor, grosses, bastardes i subtils. La tripulació de les galeres catalanes incloïa quaranta ballesters per les grosses i trenta per les subtils, amb missió d'atacar amb dards les cobertes enemigues. La galera reial estava fora de la classificació. El seu ús militar fou molt important.

#### Drakkar o longship

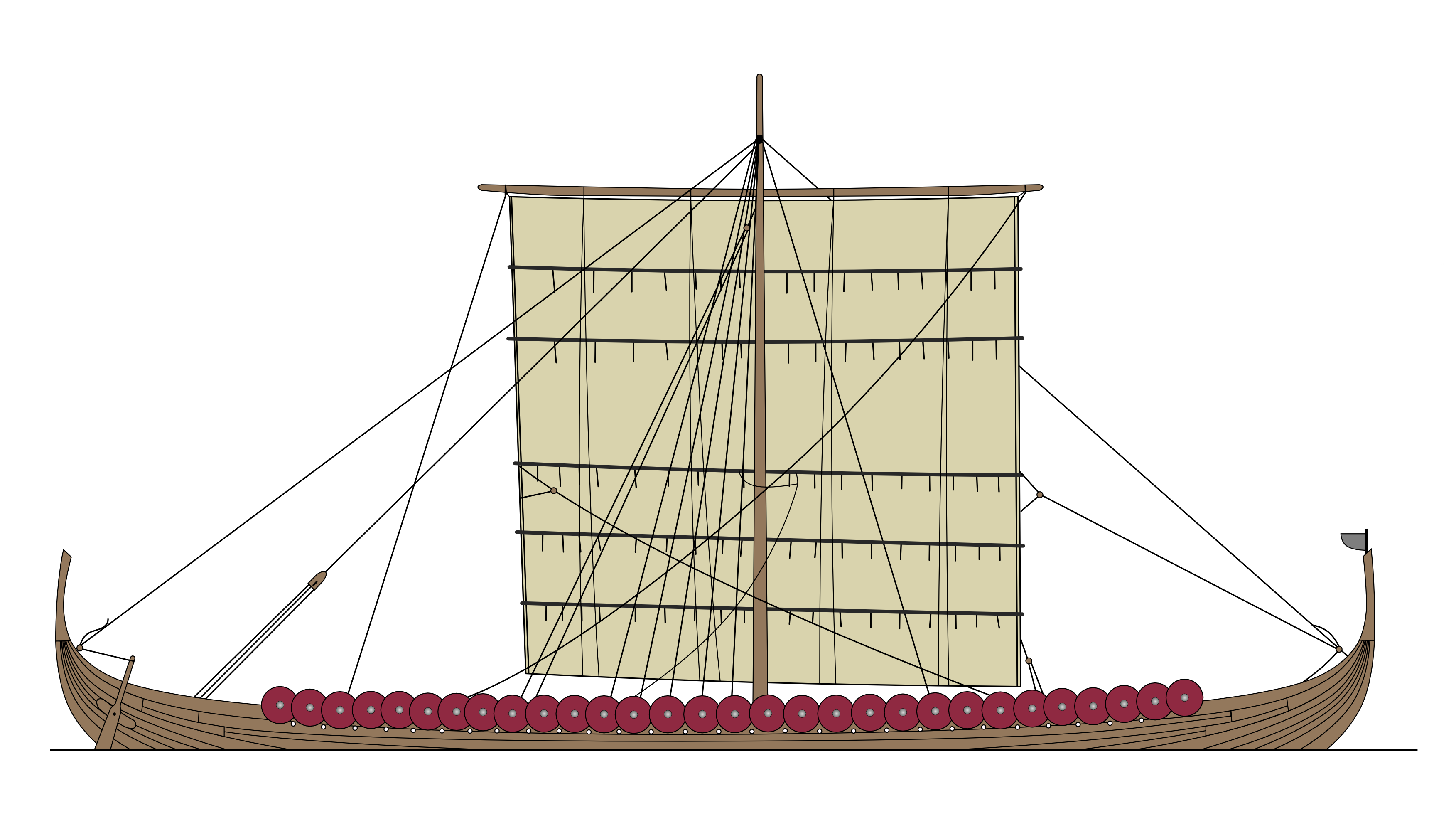
Dibuix esquemàtic de un tipus de longship.

El drakkar va ser un tipus de nau que va aparèixer per primera vegada aproximadament en el segle ix, es va desenvolupar durant un període de segles i es va ser perfeccionat pels seus més famosos usuaris, els vikings. Els vaixells estaven construïdes amb tinglat o tingladillo, que es caracteritza pel fet que les taules usades per a la construcció de l'empostissat del vaixell se sobreposen les unes a les altres.

### Alta edat mitjana

#### Balinger
El balinger era un vaixell de rems de construcció tinglat, inicialment amb un sol pal, però en el segle xv els de major mida tenien un segon màstil. Per regla general eren petits de 40-60 tones, però es documenten de fins a 120 tones. Els balingers eren populars en el Golf de Biscaia i el Canal Anglès i es van utilitzar per al comerç i la guerra. Ràpid i amb gran flexibilitat de rems i les veles per a la propulsió, van ser utilitzats comunament pels pirates.

### Baixa Edat Mitjana

#### Birlinn

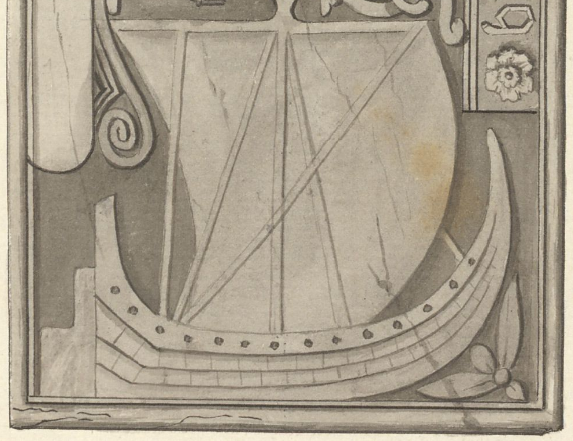
Una talla d'un Birlinn d'una làpida del en la Capella de MacDufie.

El Birlinn era de construcció tinglat i podia ser a vela o rem. Tenia un sol pal amb una vela quadrada. Les embarcacions més petites d'aquest tipus podien haver tingut dotze rems, amb el vaixell més gran el West Highland va arribar a tenir fins quaranta. Durant més de quatre-cents anys, fins al segle xvii, el Birlinn va ser el vaixell dominant a les Illes Hèbrides.
Un informe de 1615 al Consell Privat d'Escòcia va fer una distinció entre galeres, tenir entre 18 i 20 rems, i birlinns, amb entre 12 i 18 rems. No hi va haver cap suggeriment de les diferències estructurals. L'informe va indicar que hi havia tres homes per rem.

## Documents
Tota la informació que es coneix sobre vaixells medievals es basa en documents que han estat o foren conservats i pogueren ser estudiats. Principalment documents escrits, però també pintures, monedes, miniatures i altres formes artístiques.

### Balener
(Equivalent a l'anglès "balinguer")
Un balener era una barca grossa o una nau petita, que navegava a vela principalment.
- 1436. Lletra de guiatge atorgada a València per a un balener. Les dimensions devien ser notables: a més de la tripulació portava 32 passatgers moros, 300 cafissos de forment i altra càrrega.[26]
- 1455. Els cònsols de mar de Perpinyà escriuen als de Barcelona oferint-se a armar una galiota o un balener contra corsaris. (Revue des langues romanes. Volum 50. Pàgina 197. Montpeller. 1907).
- 1462. Segons carta de Hug Roger III de Pallars Sobirà: “...ab molta promptitud per vosaltres sia tramesa una galea perquè juntes les galeasses per qui havem scrit e les galees sotils ab los balaners qui aci son e la dita galea que tremetereu encontinent se puga fer la honor e benefici del Principat e la mia e dels patrons o capitans de aquelles...”[27]

### Barca
- 1241. En el Glossaire nautique de A. Jal, volum 1, pàgina 243, (a la veu "Barca catalanescha") s'esmenta un document genovès en llatí que parla de dues barques catalanes: “Nos Joannes Bartholomeus et Jacobus Raubaria naulizamus vobis Vuilelmo Lercario … et aliis galeas duas nostras ad tenendum usque Montespesulanum… et barchis duabos cathalanesquis (Traducció aproximada: Nosaltres Joan Bartomeu i Jaume Raubaria us noliegem a vos Guillem Lercario … i altres dues galeres nostres al vostre servei fins a Montpeller … i dues barques catalanes”).
- 1283. Combat de Malta. “... una barcha armada...”[28]
- 1296. Una “barcha carregada amb 300 cafissos de forment” lluita amb un lleny i es rendeix.[29]
- 1438. Una “barcha grossa” capturada per una fusta de corsaris de tretze bancs.[30]

### Barxa
- 1404. Pero Sánchez de Laredo va capturar, dins del port de Cartagena, una barxa de Gonzalo Pérez de Liaño –de Santander- carregada de mercaderies de catalans.[31]
  - (Segons Cotrugli) Barxes són certes naus de veles quadres usades a Castella que tenen el folre tinglat (planxa sobre planxa, llata sobre llata), això és: amb les fustes que se superposen parcialment (com les teules). Els Biscaïns usen aqueixes naus en gran quantitat i aqueixes naus fan molta aigua perquè no poden calafatar-se bé. I tenen les formes d'un balener. I “vanno multo de la borina”(¿), i no poden carregar-se gaire, ni duren gaire i han de fer anar contínuament les bombes de sentina (trompes d'esgotar).
    - NOTA. La frase "vanno multo de la borina" significa "cenyeixen molt". Probablement el copista es va deixar el "non" (non vanno multo de la borina= no cenyeixen gaire).
- Segons Cotrugli, les barxes no eren altre que urques: "...Alcuni le chiamano urche..."

### Barcusium

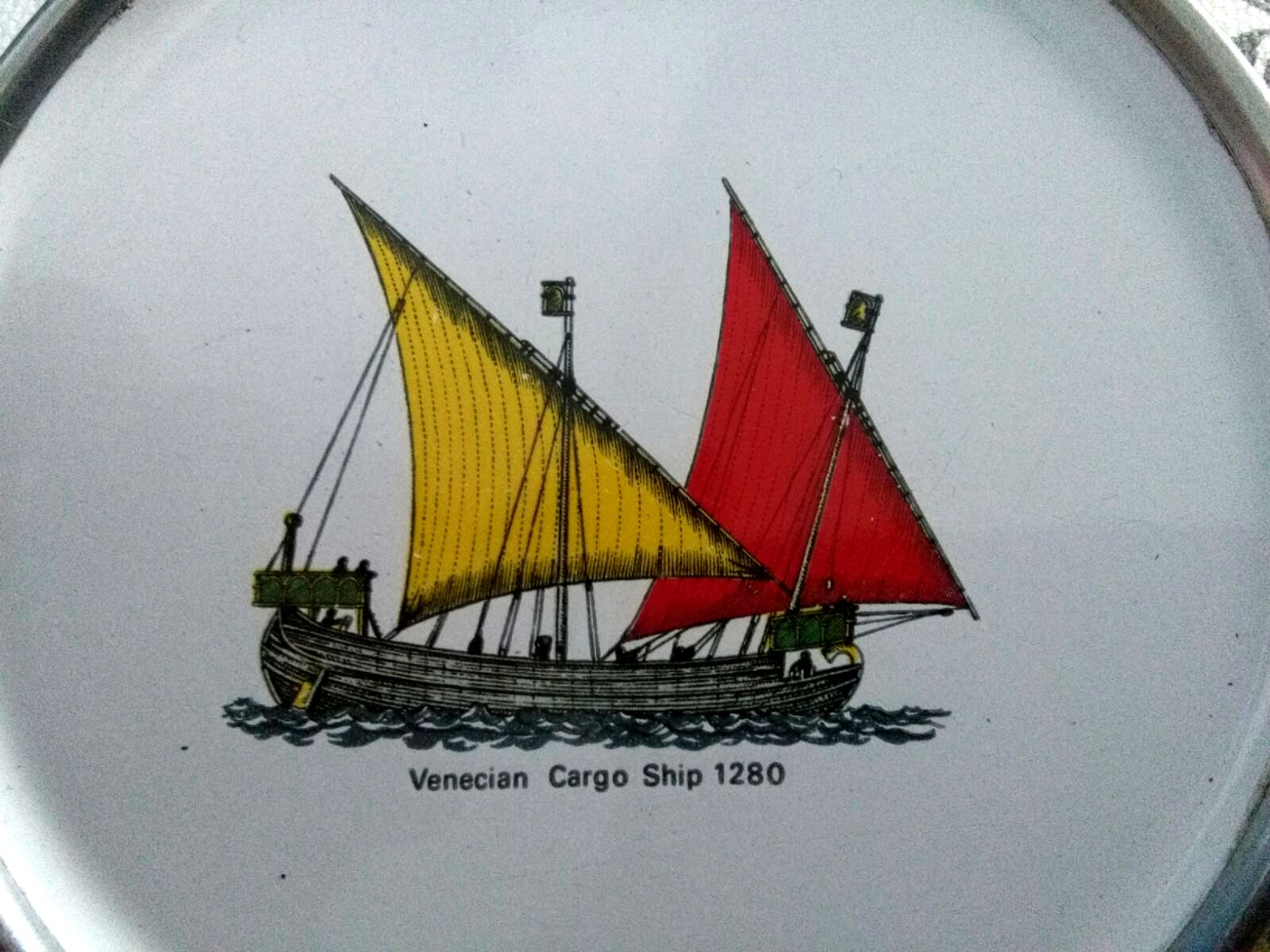
Vaixell venecià de 1280 (semblant al Barcusium).

- 1272. Estatuts de Ragusa. Tipus de vaixells esmentats: “...barcusium, ladia, condura, navis ili lignum...” Els Estatuts de Ragusa feien distinció entre “barcusius” i “barca” (llengua romana) i “ladia” (barca per a la població eslava).[32]
- 1326. “...infra VIII dies postquam barcusium Negoslavi de Pesangna applicuerit Venetias sub pena XX solidorum grossorum venetorum in penam apthagi de misericordia...”[33]
- 1355. “...Etiam prese de molte barche e barcozzi con grande vergogna de veneziani...”[34]
- 1449. Contracte per a la construcció d'un “barcusium” a Fano, amb capacitat per a cent salmes de cereals. “...fabrefacere et componere in splagia sive riva civitatis Fani unum barcusium sive navigium capacitatis portate centum salmarium grani ad mensuram civitatis Fani...”. Arxivat 2016-09-15 a Wayback Machine.
- 1454. Barcusium construït a Romania.[35]
- 1844. “...tre barcozzi di isolani di Brazza...”[36]

### Bergantí medieval
Un bergantí medieval era un vaixell que es desplaçava bàsicament a rems. Un bergantí d'ençà el segle xix, es un vaixell que només navega a vela.
- 1418.[37]
- 1435. Un bergantí del Reialme (de Nàpols) porta la nova de la mort del rei Lluís.[38]
- 1439. Bergantí de 10 bancs.[37]
- 1464.

| «                                                                          | 12 de setembre de 1464: Aquest die se perlongaren de la plaja de Barchinona aquelles XIIII fustes armades que lo senyor rey desempatxà per defensió del principat de Cathalunya, e de les quals fonch capità lo senyor don Pedro de Portogal, ço és, III naus, quatre galeres, III galiotes, II calaveres e dos bergantins | » |
| — Dietaris de la Generalitat de Catalunya. Volum I, 1411-1539. Pàgina 183. | |   |

- 1553. Bergantí de 12 bancs, amb dos timons i un artimó.[39]
- Segons Cotrugli, en els bergantins només vogava un remer per cada rem.
- Abans de 1723, Tomàs Vicent Tosca i Mascó definia els bergantins de la manera següent:

Bergantín, es una embarcacion de baxo bordo de 10 a 12 remos, y bancos, d'un hombre en cada uno. Siguense las “fragatas de baxo bordo » de que arriba hize mencion que fuelen tener menos remos.

### Bus
- 1204. Bus de 80 rems.[41]
- 1239. L'any 1239 el rei Jaume I feu armar el bus de Montpeller, de 80 rems.[42][43][44]

| «                                | ... E ab aytant cant nos haguem be feites nostres fazendes en Montpestler, e be e honradament de nos, faem armar lo bus de Montpestler qui era de .LXXX. rems: e uenguem nosen tro a Cotliure, e per terra uenguem nosen puys a Valencia... | » |
| — Llibre dels fets. Capítol 305. | |   |

### Corsa

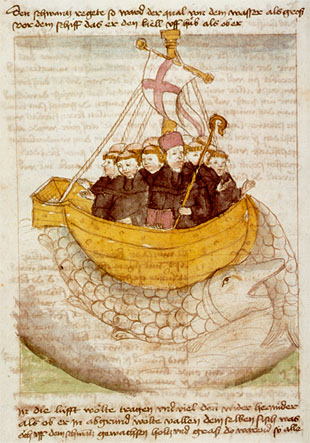
Viatge de St. Brandan en un currach. Miniatura (ca. 1460) al Cod. Pal. Germ. 60, fol. 179v (bibl. de la Ausburg Universität).

- 1299.[46][47]

### Currach
Un currach (curach en irlandès) era una mena de vaixell amb estructura de fusta i folre de cuir. Generalment era de dimensions petites. Sembla que alguns models antics disposaven de quilla, vela, arbre i timó d'espadella, i podien arribar als 60 peus d'eslora (uns 20 metres).
- 516. Segons la Navigatio sancti Brendani, Brandan de Conflert i 17 companys feren una llarga navegació en un currach.
- 563. Columba d'Iona va navegar des d'Irlanda fins a Escòcia en un currach, amb 12 companys de viatge.[49][50]
- 1187. Giraldus Cambrensis, en la Topographia Hibernica parla de dos irlandesos en un petit currach.

### Dromon
- Any 533. En l'expedició contra els vàndals, l'estol de Belisari, de 500 vaixells de transport, anava protegit per 92 dromons.[51]

### Esquif

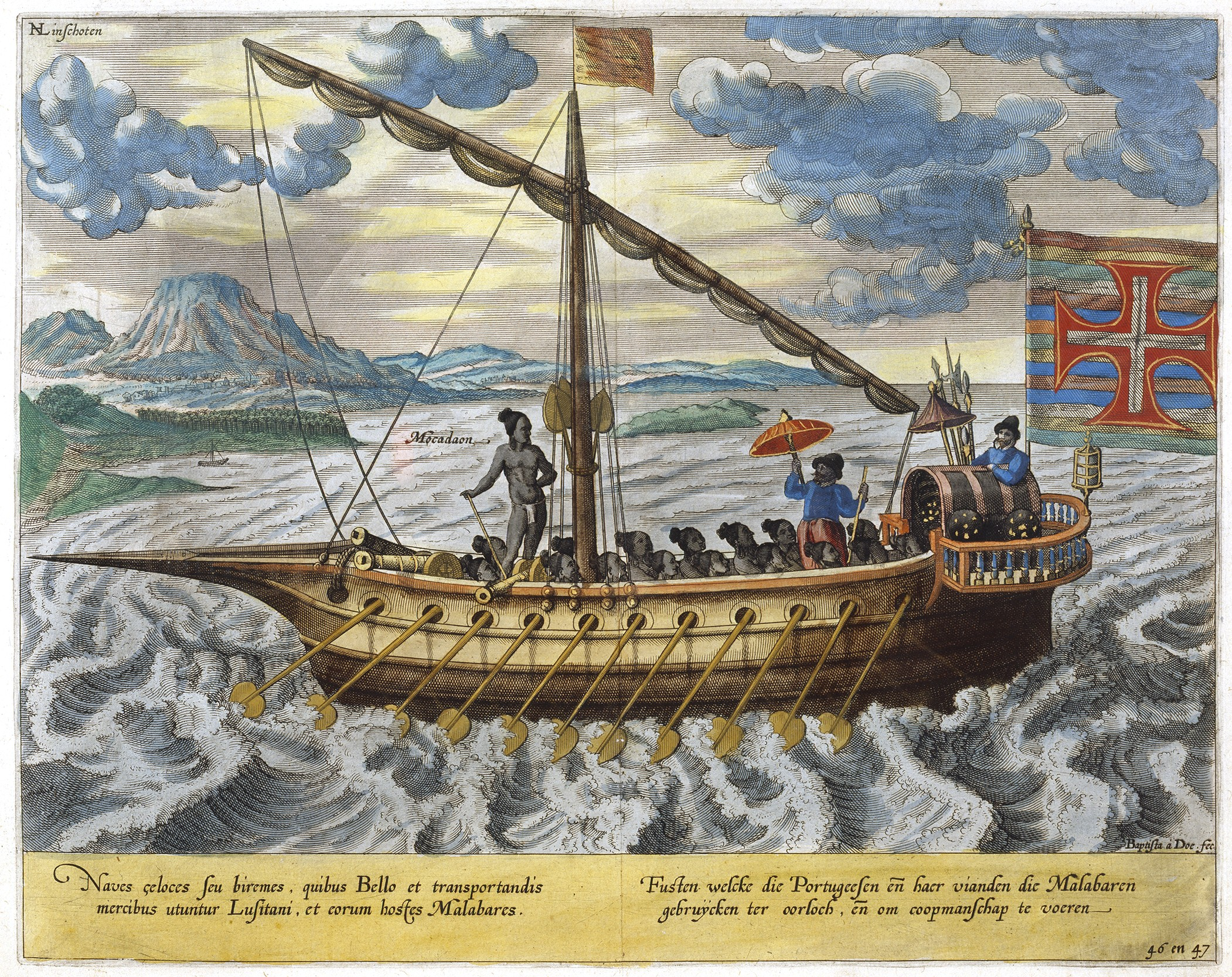
Fusta representada en un llibre de Jan Huygen van Linschoten.

- 1406. “...per adob del squif de la dita galea...”[52]
- 1431. Viatge i naufragi de la carraca Querina, del venecià Pietro Querini. Amb una barca auxiliar i un esquif (squiffo en italià).[53]
- 1481. "Équif" (en francès).[54]

### Fusta

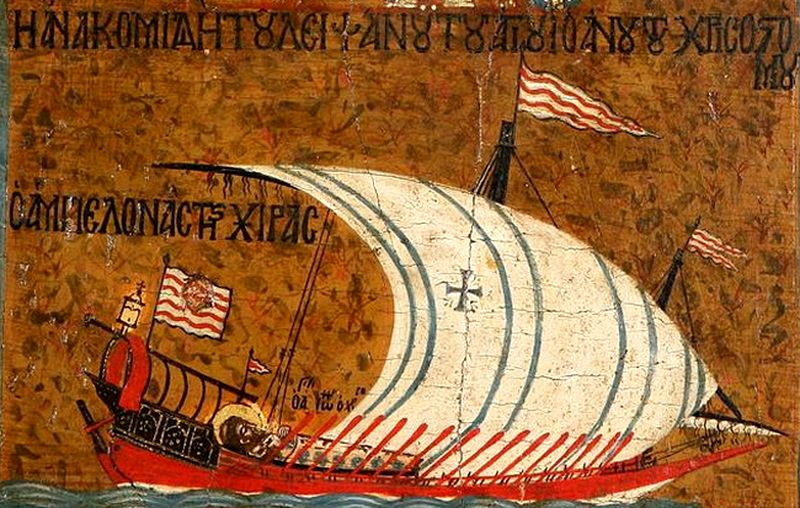
Galiota catalana de la Icona de Sant Joan Crisòstom de Kímolos. Probablement del.

- 1378. "Les fustes hi poran estar sens perill d'enemichs,..." doc. a. 1378 (Capmany Mem. ii, 151).
- 1493. Fusta armada.[55]

### Galió medieval
- 1283.[56]
- 1299.[57]

### Galiota
- 1420.[26]
- 1472. Una galiota de 22 bancs.[58]

### Góndolao gróndola
- 1315. Gróndola.[60]
- 1460.[61]

### Llagut
- 1249. Lleuda de Cotlliure.[62]
- 1358. Lahut.[37]
- 1464. Lahut.[63]

### Lleny
- 1249. En la Lleuda de Cotlliure s'esmenten els llenys amb coberta: “ leyn cobert paga 5 sous i 2 diners”.[62]
- Lleuda de Tortosa.[64]
- Lleny de 80 rems.[65]

### Maona
Les maones o mahones eren vaixells de transport turcs. Inicialment no foren altra cosa que galeres grosses o galiasses. Al final perderen els rems i només anaven propulsades a vela.

### Nau

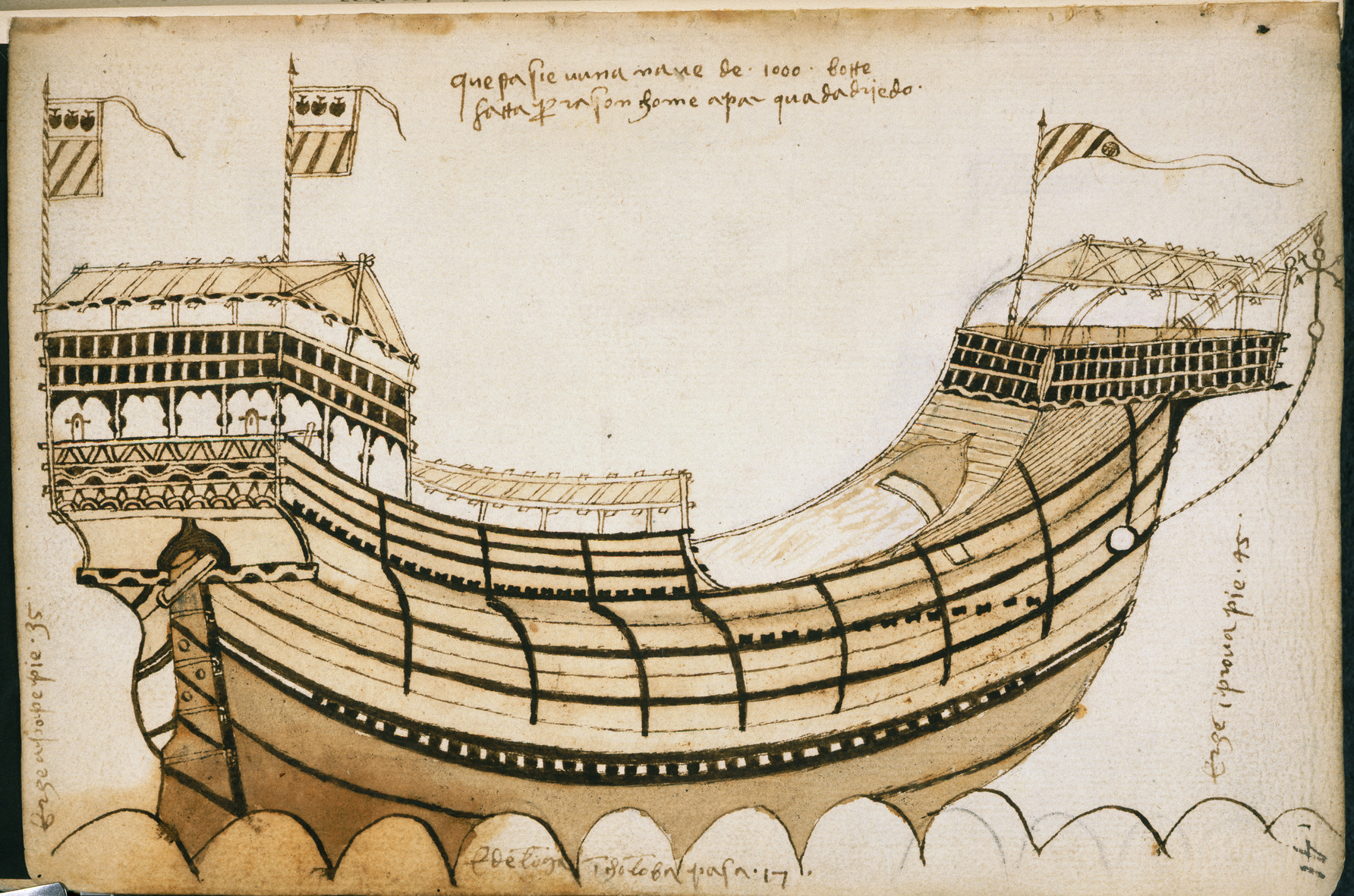
Dibuix d'una nau de 1000 bótes de capacitat. Segons un document venecià de 1447-1449.

- 1393. Una nau genovesa, la Lomellina (del capità Andrea Lomellino) va capturar la nau mercant catalana de Nicolau Pujades.[66]
- 1435. A la batalla naval de Ponça (1435) algunes naus tingueren un paper important.[67]
  - Segons alguns cronistes italians, el rei Alfons el Magnànim anava en una nau molt grossa anomenada la Magnana o Campo Retondo. Probablement es tracta de la gran nau esmentada per Melcior Miralles l'any 1419, propietat de Campredó.[68]
- 1458. Segons la crònica del francès Enguerrand de Monstrelet, el Magnànim tenia una nau molt gran. La nau va embarrancar i es destruí just a la mort del rei.[69]

### Pàmfil
A l'Imperi Romà d'Orient hi havia tres tipus bàsics de vaixells de guerra: el dromon, el pamphylos i l'ousiakos. Les dotacions respectives eren d'uns 200, 120 i 100 tripulants. L'expert Lionel Casson indica unes xifres de 120-160 tripulants per als pàmfils romans d'Orient.
Els pàmfils eren molt semblants a les galiotes dels segles XIII-XV. Amb una eslora d'uns 20 metres eren birrems que podien navegar a vela (amb un arbre i una vela llatina). Per cada banda hi havia dues fileres de rems. Segons alguns autors, en la filera superior hi havia dos remers per rem mentre que en els rems de la filera inferior vogava un únic galiot per rem.
- En l'obra Tactica, de l'emperador Lleó VI el Filòsof, s'aconsella que el comandant d'un estol de guerra vagi en un pàmfil (més petit que un dromon, però més veloç i maniobrer).[73]
- 1265.[74][75]

### Pontó (ponto-pontonis en llatí)
En sentit clàssic i medieval, un pontó era una embarcació de fons pla i de poc calat, especialment adequada per a fer serveis de transport en rius i ports.
De l'època romana, hi ha un exemple de Juli Cèsar i un altre de Aule Gel·li (“pontones”).
- 1264. "Panzonus" en llatí medieval.[79][80]
- 1447. A Barcelona: “ ...Un panó de quarter de stamenya quasi nou, ab senyals o ensenya de la Ciutat a ops segons dix del pontó de la dita Ciutat, qui serveix al port o moll...”[81]
- 1481. “Delliberam fer un pontó per a portar gix...”
  - Segons Cotrugli hi havia una mena de vaixells venecians, anomenats “burchi”, molt semblants als pontons catalans: “Burchi sonno certi plati quasi como pontoni in Cathalongia, li quali se usano ad Venetia in nelle acque morte perché non pateno mare tempestuso, et questi portano multo peso, et per esserno lati non pescano multo et in pocho fundo intrano”.

### Rampí
Vaixell de dos pals, semblant al bergantí que navegava a vela i a rem.
- 1390.[83]
- 1398. Rampí de 12 bancs a Sóller.[84]

### Sagetia
Una sagetia era una mena de galera petita, àgil i veloç.
- 1204. Sagètia pisana de 100 rems.[41]
- 1442. Detalls sobre un procés protagonitzat per una sagètia[86] (o “sagetia”[87]). En els documents originals la denominació del tipus de vaixell és interessant perquè la fa equivalent a calavera o fusta.[88]

### Tafurea

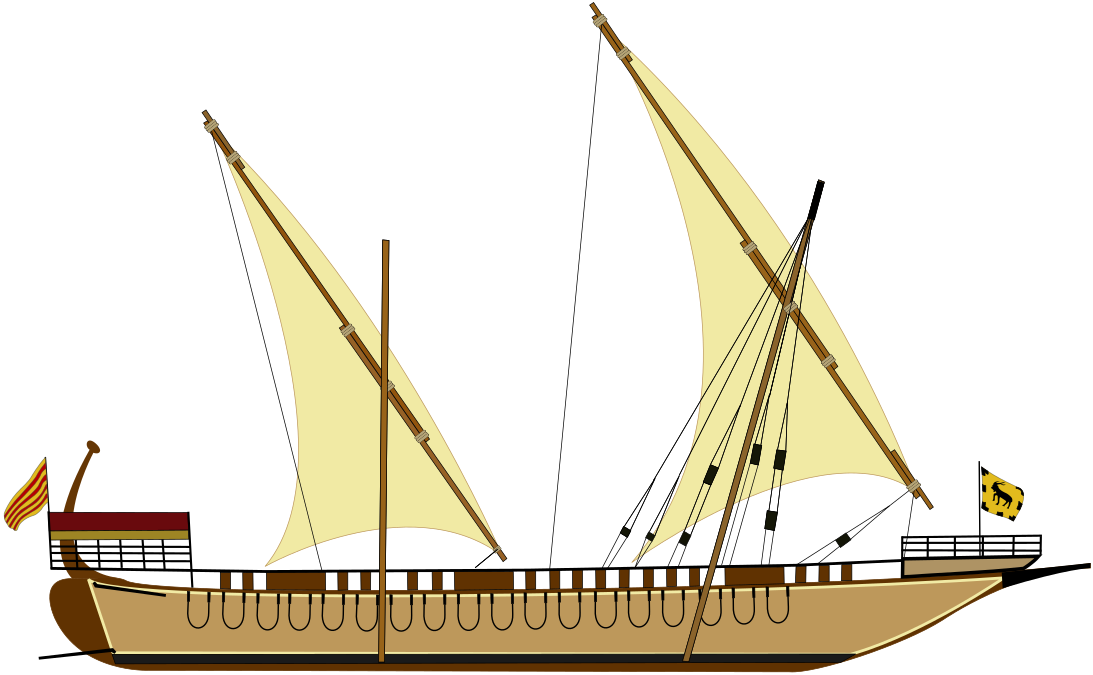
Vista lateral d'una tarida habilitada pel transport de cavalls.

Una tafurea era una embarcació medieval usada per a transportar cavalls i ginys de guerra. Era molt plana, amb molta mànega i calava poc.

### Tarida
- Transformar una galera en tarida: “armare la galèa da Tarida”.[94]
- 1360. "...Petro Scrivani civi Maiorice existenti cum una tareta Grecorum apud Tenedum..."

### Tartana
Embarcació petita, d'un sol pal i de vela llatina, baixa de proa i amb un petit castell a popa.
- 1370. La liura carnicera de pex de bolig, e de tartana, e de tot altre pex semblant, sia venuda, a dia de carnal...,
- 1390. Tartaners.[96]

### Uixer

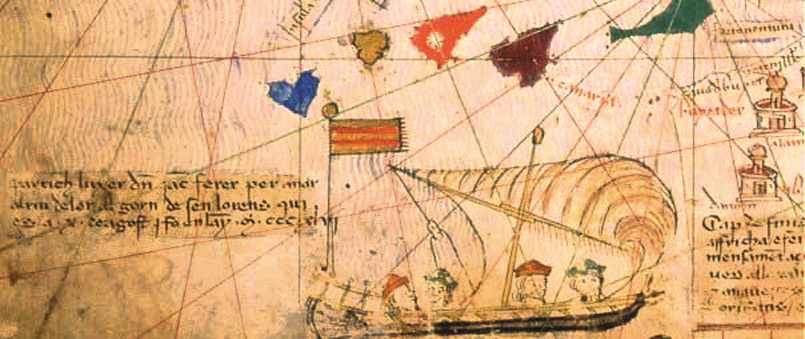
Detall de Jaume Ferrer a l'Atles Català (1375)

### Xabec
- 1344. Carta de reclamació del visir d'Almeria a Pere el Cerimoniós per un xabec capturat en contra del tractat de pau vigent.[102]

## Altres documents

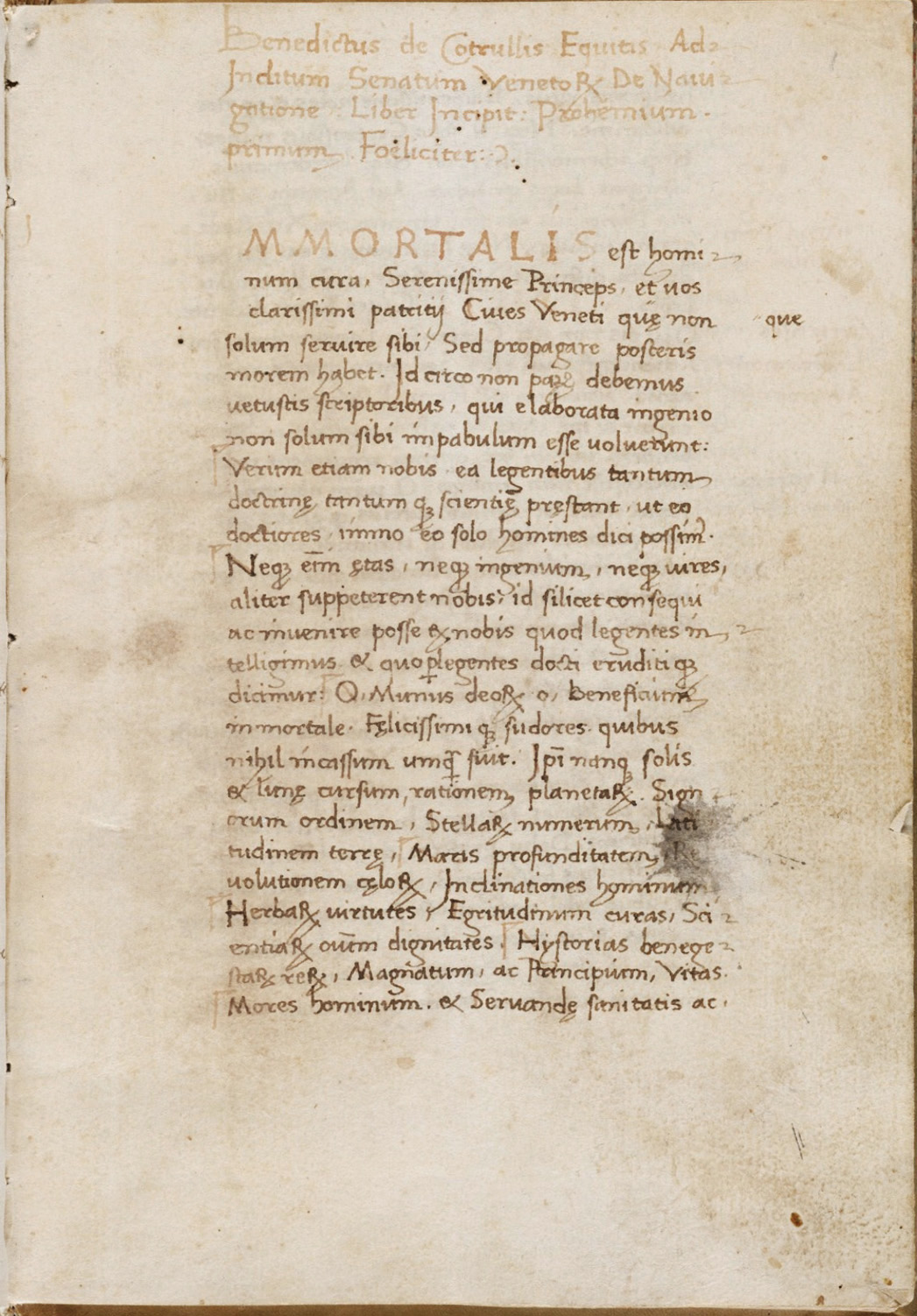
'De Navigatione Liber' 1464. Llibre De Navigatione de Benedetto Cotrugli

### Aule Gel·li. Noctes Atticae
Bàsicament els vaixells medievals eren modificacions dels vaixells romans. Aulus Gellius va donar una llista de les embarcacions del seu temps (prop del 180 dC). Llista que pot ser comparada amb la terminologia dels documents medievals.

### Etimologiesd'Isidor de Sevilla
El llibre 19 (XIX) tracta de diversos vaixells: De navibus…

### Liber Maiolichinus1114-1115
Alguns versos de l'obra anomenen els tipus de vaixells que intervengueren en la conquesta de Mallorca de la Croada pisano-catalana.
| «                     | Hoc varie fiunt diviso robore naves: Gatti, drumones, garabi, celeresque galee, Barce, currabii, lintres, grandesque sagene Et plures alie variantes nomina naves. | » |
| — Liber Maiolichinus. | |   |

### Li livres dou trésor deBrunetto Latini
Aparentment, en l'obra esmentada i altres, Latini només emprava el terme nau ("nef") en sentit genèric.

### Crònica de Jaume I
E la quantitat de l'estol fo aital que hi hac vint-e-cinc naus complides, e divuit tarides, e dotze galees, e entre buces et galiots cent. E així foren cent-cinquanta llenys cabdals menys de les barques menudes.

### Crònica de Bernat Desclot
... e les naus e los xelandrins els lenys e les tarides foren stablertes e carregades de bescuyt, e de farina, e de civada, e de carn, e de formatges, e de vin e d'aigua; e les establies dels cavalls foren aparellades...

### Las Siete Partidas
Aquest codi del rei Alfonso X de Castella, acabat el 1303 i mai no posat en pràctica, parla de tipus de vaixells. La versió més antiga i correcta no esmenta les “caravelas”.
Els termes relacionats són interessants: carracas, carracones, buzos, taridas, cocas, leños, halocas, barcas.

### ObraDe Navigatione(1464) deBenedetto Cotrugli
Benedetto Cotrugli fou autor d'un llibre de navegació (“De navigatione” ; Nàpols 1464) que no es va arribar a publicar, però que es conserva en forma de manuscrit. Es tracta d'una obra que pot consultar-se en una transcripció digitalitzada a cura de Piero Falchetta . També el manuscrit original pot llegir-se de franc (Manuscrit Beinecke MS 557, Yale University Library, Beinecke Rare Book and Manuscript Library).
Cotrugli esmenta i descriu alguns tipus de vaixells medievals: 
nave, nave di convento, balonieri (50, 60 rems), caravelle, barcosi, barcie, marsiliane, marani, barcosi, carachie, barcie, urche, burchi, liuti.
- Cotrugli va resumir prou bé les característiques de les naus, carraques i marselleses.

Les més importants i les primeres descrites eren les naus, amb tres arbres o pals: mestre, trinquet a proa i mitjana a popa. Les naus disposaven d'una quilla profunda i tenien un calat considerable. Les marselleses (marsigliane) no tenien quilla i, pel seu fons pla, calaven molt poc. Les carraques (carachie) se situaven entre les naus i les marselleses. Disposaven de quilla però el fons del seu buc era més pla que el de les naus.
| «                                     | Carachie sono navilii facti quasi alla marsigliana, intra nave et marsiliana, et quisti navilii usano multo gli homini dellu regame Monopoli, Trani, Pulignano, Otranto, Brindiçi, etc. et la Morea et Graecia. | » |
| — De navigatione. Benedetto Cotrugli. | |   |

### Obres d'Auguste Jal

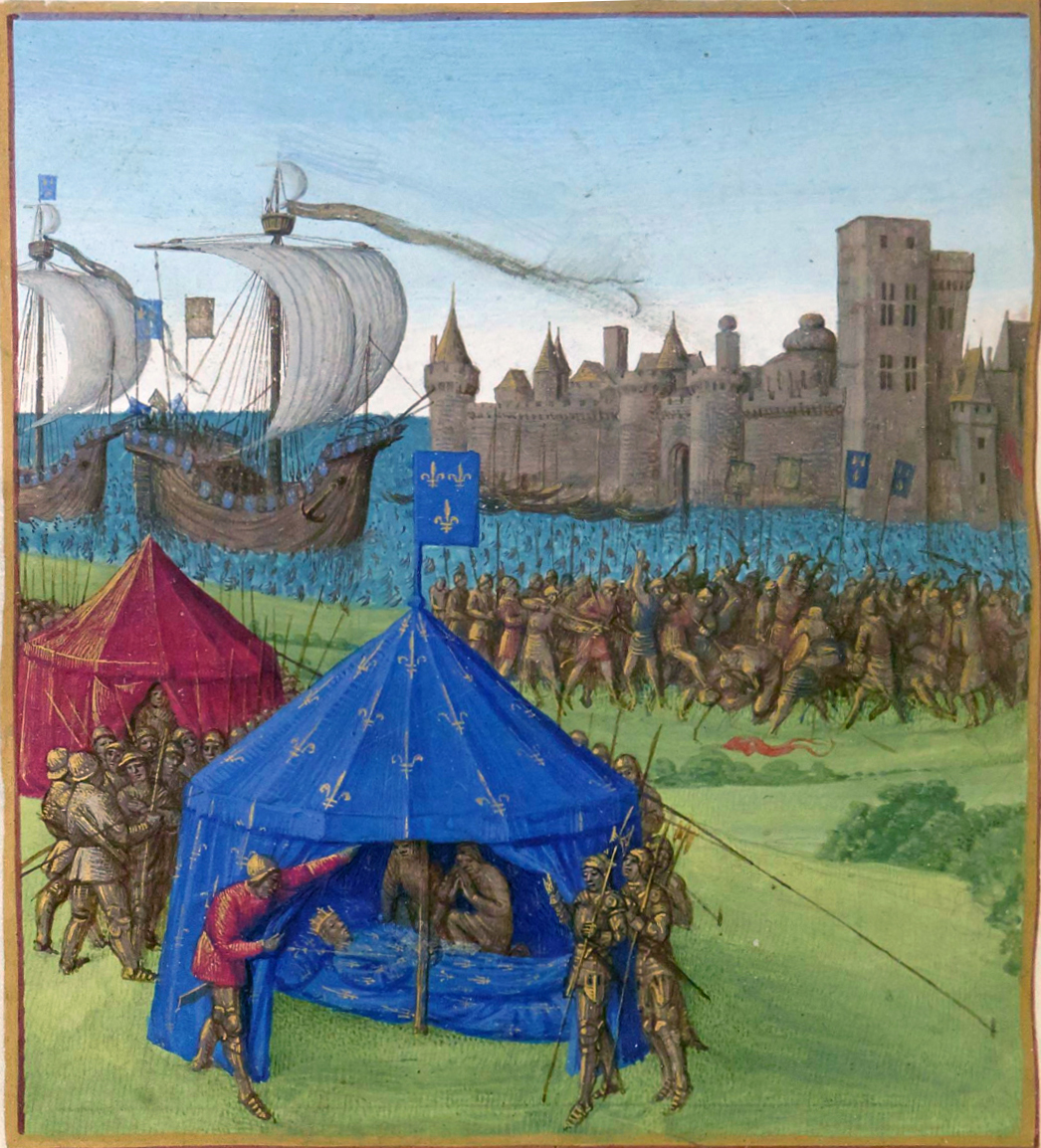
1270. Mort de sant Lluís de França davant de Tunis. Al fons l'estol de Carles d'Anjou.

Els estudis d'Auguste Jal, militar francès especialitzat en temes nàutics, són molt interessants. Els més importants són els següents:
- Glossaire nautique: répertoire polyglotte de termes de marine anciens et modernes. Volum 1.[110]
- Glossaire nautique: répertoire polyglotte de termes de marine anciens et modernes. Volum 2.[111]
- Archéologie navale. Volum 1.[112]
  - De l'època de 1830, Auguste Jal - en el pròleg del llibre anterior- deia el següent:

| « | ...Dans l'intérêt de mon travail sur la langue maritime, je recueillis beaucoup de mots catalans à Marseille, de mots provençaux dans l'arsenal de Toulon, de mots espagnols et siciliens à bord du navire de Palerme sur lequel je m’embarcai...(Pàgina 5; 12/503 del document). | » |

- Archéologie navale. Volum 2.[113]